# 아하
아하(A-ha)는 1982년 오슬로에서 결성된 노르웨이의 신스팝 밴드이다. 모르텐 하르케(보컬)와 망네 푸루홀멘(키보드), 폴 보크토르사보이(기타)로 구성되어 있다.
아하는 1985년 데뷔 앨범 Hunting High and Low로 최고의 성공을 거두었다. 모국 노르웨이에서 1위, 영국에서 2위, 그리고 미국 빌보드 차트에서 15위를 기록했고, Take On Me, The Sun Always Shines on T.V 두 개의 곡은 빌보드 차트에서 각각 1위, 15위를 차지하기도 했으며, 그해 그래미 어워드에서 Best New Artist로 지명되기도 했다. 영국에서 The Sun Always Shines on T.V는 이듬해까지 인기를 이어갔으며, 베스트셀러 앨범이 되었다. 1994년, 다섯번째 앨범 Memorial Beach는 이전에 비해 상업적 성공을 거두지 못했고, 밴드는 해체되었다.
1998년 노벨 평화상 축하 공연에 초청받은 것을 계기로 밴드는 재결성되었고, 2000년에 여섯번째 앨범 Minor Earth Major Sky를 발매하고 노르웨이에서 대성공을 거두면서 그를 바탕으로 새 투어를 시작했다. 2002년에 7번째 앨범 Analogue를 발매했고, Analogue는 Certified Award에서 Silver를 기록하고 1990년 앨범 East of the Sun, West of the Moon 이후 가장 성공한 앨범이 되었다. 9번째 앨범 Foot of the Mountain이 2009년 6월 19일에 발매되면서 아하는 1988년 이후 처음으로 UK Top 5밴드에 들었고, 영국 Certified Award에서 Silver, 독일 Certified Award에서 Platinum을 기록했다. 2009년 10월 15일, 아하는 2010년에 Ending on a High Note 투어를 끝내고 해체하겠다고 선언했다. 6대륙, 40여 개 나라, 적어도 수천 명의 사람들이 아하의 마지막을 보기 위해 모여들었다.
아하는 전 세계적으로 6천만 장의 앨범과 1500만 개의 싱글을 팔았다. 2010년 한 해 동안, 투어 티켓으로 5억 크로네를 벌었고, greatest hits album을 발매하고, 세계에서 40-50번째로 큰 밴드로 기록됐다. 이후 2015년에 재결성되었다.

## 음반 목록

### 정규 앨범
- 《Hunting High and Low》(1985)
- 《Scoundrel Days》(1986)
- 《Stay on These Roads》 (1988)
- 《East of the Sun, West of the Moon》 (1990)
- 《Memorial Beach》 (1993)
- 《Minor Earth Major Sky》 (2000)
- 《Lifelines》 (2002)
- 《Analogue》 (2005)
- 《Foot of the Mountain》 (2009)
- 《Cast in Steel》 (2015)
- 《True North》 (2022)